# Antiga Església de Sant Antoni
L'Antiga Església de Sant Antoni és una obra amb elements gòtics i neoclàssics de Tortosa inclosa a l'Inventari del Patrimoni Arquitectònic de Catalunya.

## Descripció
Edifici en runes que conserva només la part inferior dels murs, havent desaparegut les cobertes i distribució interior. És un edifici entre mitgeres. L'únic sector que conserva encara l'estructura és el nivell de planta de la façana, separada de la part superior, mig enrunada, per una senzilla motllura horitzontal de quart de bossell. Realitzada totalment amb carreus de pedra, queda centrada per una portalada adovellada de mig punt. A sobre la dovella central, dins un cercle, hi ha un bust de Sant Antoni amb un ocell en relleu, possiblement del segle XIV-XV. A l'extrem Nord hi ha una porta petita allindada, i a sobre una finestra rectangular que conserva les portelles de fusta, amb un senzill treball de talla. A partir de la cornisa, l'obra és de maçoneria arrebossada.

## Història
Segons J. Miravalls, l'edifici és medieval en els baixos i del segle xvii la resta, encara que altres fonts indiquen que és del segle xviii.
A l'interior es conservaven el 1983 frescos als murs i es guardaven els passos de Setmana Santa.